# 東方三博士の礼拝 (ボッティチェッリ、フィレンツェ)
『東方三博士の礼拝』(とうほうさんはかせのれいはい、伊: Adorazione dei Magi) は、イタリア・ルネサンスの巨匠サンドロ・ボッティチェッリによる、1475年または1476年の画家初期の絵画である。作品は、フィレンツェのウフィツィ美術館に展示されている。ボッティチェッリは、『東方三博士の礼拝』の少なくとも7つのバージョンを描くように依頼された。このバージョンは、ガスパーレ・ディ・ザノービ・デル・ラーマによって、サンタ・マリア・ノヴェッラ教会の彼の葬式礼拝堂のために委嘱された。

## 挿入されたメディチ家の人々の肖像画
場面には多数の人物が登場し、その中にはメディチ家の人々が何人かいる。コジモ・デ・メディチ（ジョルジョ・ヴァザーリによって、「その生命力と活力で、現存するすべての中で最も優れた人物」と表現されている人物で、聖母の前にひざまずく王として表されている）、息子のピエロ（赤いマントを着て、中央にひざまずく2人目の王として表されている）、とジョヴァンニ（3人目の王として表されている）、そして孫のジュリアーノとロレンツォである。東方三博士（マギ）として描かれた3人のメディチ家の人物は、絵が描かれた時点で全員亡くなっており、フィレンツェは事実上ロレンツォによって支配されていた。
ボッティチェッリとメディチ家の2人の兄弟との親密な関係により、裕福なガスパーレがその祭壇画で親族の２人の肖像画を紹介することができたのか、それともガスパーレがこれらの影響力のある人物に優雅な賛辞を払うこの機会を喜んだのかはわかっていない。しかし、ボッティチェッリがこれらの人物の描写に多大な労力を費やしたことから、これが課題の重要な部分を成していたことは明らかである。
また、ガスパーレ自身が絵に含まれていると言われている。右側の老人であると思われ、白い髪と水色の衣服を着て、鑑賞者を見て指さしている。さらに、ボッティチェッリは、右端に黄色いマントを着た金髪の男として自画像を描いたと言われている。

## 様式
ヴァザーリはその『ルネサンス画人伝』で、『東方三博士の礼拝』を次のように説明している。
この場面の頭部には、言葉では言い表せないほどの態度があり、正面向き、横顔、4分の3正面向き、俯き顔など、さまざまな方法で、老若男女を問わず、従者の表情が異なっている。非常に多様で、画家が職業の完璧に習得していることを示している。サンドロはさらに、各王の従者たちの違いを明確に示している。色、デザイン、構成の素晴らしい作品である。
衣服の扱いなどの細部への注意は、ボッティチェッリが画業のこの時点でフランドル派の影響を習得していることを示している。

## 以下も参照してください
- 東方の三博士（フィリッピーノ・リッピ）の崇拝
- 東方三博士の礼拝（レオナルド・ダ・ヴィンチ）